# O’Connell
O’Connell ist als eine Variante von Connell ein ursprünglich patronymisch gebildeter Familienname irischer Herkunft mit der Bedeutung „Abkömmling des Conall“ (dt. „starker Wolf“), der heute im gesamten englischen Sprachraum vorkommt.

## Namensträger

### A
- Aaron O’Connell (* 1986), US-amerikanischer Schauspieler
- Anthony Joseph O’Connell (1938–2012), US-amerikanischer Geistlicher, römisch-katholischer Bischof
- Arthur O’Connell (1908–1981), US-amerikanischer Schauspieler

### B
- Bill O’Connell (* 1953), US-amerikanischer Jazzmusiker
- Billie Eilish O’Connell (* 2001), US-amerikanische Singer-Songwriterin, siehe Billie Eilish
- Brendan O’Connell (Kanute) (* 1951), irischer Kanute
- Brendan O’Connell (Fußballspieler) (* 1966), englischer Fußballspieler
- Brittany O’Connell (* 1972), US-amerikanische Pornodarstellerin

### C
- Carol O’Connell (* 1947), US-amerikanische Schriftstellerin
- Charlie O’Connell (* 1975), US-amerikanischer Schauspieler
- Christopher O’Connell (* 1994), australischer Tennisspieler
- Clyde O’Connell (* 1998), irischer Fußballspieler

### D
- D. P. O’Connell (Daniel Patrick O’Connell; 1924–1979), neuseeländischer Rechtswissenschaftler
- Daniel O’Connell (1775–1847), irischer Freiheitskämpfer
- Darragh O’Connell (* 1972/3), irischer Filmregisseur und -produzent
- David O’Connell (IRA-Mitglied) (Dáithí Ó Conaill; 1938–1991), irisches IRA-Mitglied
- David O’Connell (Schauspieler, 1974) (* 1974), US-amerikanischer Schauspieler
- David O’Connell (Schauspieler), australischer Schauspieler und Filmschaffender
- David G. O’Connell (1953–2023), US-amerikanischer Geistlicher, Weihbischof in Los Angeles
- David J. O’Connell (1868–1930), US-amerikanischer Politiker
- David Michael O’Connell (* 1955), US-amerikanischer Ordensgeistlicher, Bischof von Trenton
- Deirdre O’Connell (* 1951), US-amerikanische Schauspielerin
- Denis Joseph O’Connell (1849–1927), irischer Geistlicher, Bischof von Richmond
- Drew O’Connell (* 1996), US-amerikanischer Pokerspieler

### E
- Eoghan O’Connell (* 1995), irischer Fußballspieler
- Eugene O’Connell (1815–1891), irischer Geistlicher in den Vereinigten Staaten

### F
- Finneas O’Connell (* 1997), US-amerikanischer Singer-Songwriter, Musikproduzent und Schauspieler
- Frédérique Émilie Auguste O’Connell (1822–1885), deutsche Malerin und Radiererin

### G
- Grant O’Connell, US-amerikanischer Schauspieler, Filmschaffender und Clown
- Gregorio Valdez O’Connell (* 1945), guatemaltekischer Unternehmer

### H
- Helen O’Connell (Sängerin), (1920–1993), US-amerikanische Sängerin und Schauspielerin
- Helen O’Connell (Medizinerin) (* 1962), australische Urologin

### J
- Jack O’Connell (* 1990), britischer Schauspieler
- Jeremiah E. O’Connell (1883–1964), US-amerikanischer Politiker
- Jerry O’Connell (* 1974), US-amerikanischer Schauspieler
- Jerry J. O’Connell (1909–1956), US-amerikanischer Politiker
- Jessica O’Connell (* 1989), kanadische Langstreckenläuferin
- John O’Connell (Politiker) (1927–2013), irischer Politiker
- John O’Connell (Basketballspieler) (* 1974), US-amerikanisch-irischer Basketballspieler
- John Matthew O’Connell (1872–1941), US-amerikanischer Politiker
- Johnny O’Connell (* 1962), US-amerikanischer Rennfahrer
- Joseph F. O’Connell (1872–1942), US-amerikanischer Politiker
- Joseph Peter O’Connell (1931–2013), australischer Geistlicher, Weihbischof in Melbourne

### K
- Kate O’Connell (* 2004), irische Sprinterin
- Kevin O’Connell (* 1957), US-amerikanischer Tontechniker
- Kevin O’Connell (Footballtrainer) (* 1985), US-amerikanischer Footballspieler und -trainer

### L
- Leo O’Connell (1883–1934), US-amerikanischer Fußballspieler
- Les O’Connell (* 1958), neuseeländischer Ruderer

### M
- Maeve O’Connell, irische Politikerin (Fine Gael)
- Mark O’Connell (Bischof) (* 1964), römisch-katholischer Weihbischof
- Mark O’Connell (Musiker), Drummer der Band Taking Back Sunday
- Mark O’Connell (Autor) (* 1979), irischer Journalist und Autor
- Martin O’Connell (1916–2003), kanadischer Wirtschaftswissenschaftler, Hochschullehrer und Politiker der Liberalen Partei Kanadas
- Maura O’Connell (* 1958), irische Sängerin
- Mike O’Connell (* 1955), US-amerikanischer Eishockeyspieler, -trainer und -funktionär

### P
- Pamela Eells O’Connell (* 1958), US-amerikanische Fernsehproduzentin, -regisseurin und Drehbuchautorin
- Patrick O’Connell (Fußballspieler) (1887–1959), irischer Fußballspieler und -trainer
- Patrick O’Connell (Schauspieler) (1934–2017), irischer Schauspieler
- Patrick O’Connell (Aktivist) (1953–2021), US-amerikanischer Aktivist
- Patrick O’Connell (Footballspieler) (* 1998), US-amerikanischer American-Football-Spieler
- Patsy O’Connell Sherman (1930–2008), US-amerikanische Chemikerin und Erfinderin
- Paul O’Connell (* 1979), irischer Rugby-Union-Spieler

### R
- Rosemary Valero-O’Connell (* 1994), US-amerikanische Comiczeichnerin und Illustratorin
- Ryan O’Connell (* 1986), US-amerikanischer Autor, Schauspieler und Produzent

### S
- Seamus O’Connell (1930–2013), englischer Fußballspieler
- Stuart France O’Connell (1935–2019), neuseeländischer Geistlicher, Bischof von Rarotonga

### T
- Thomas J. O’Connell (1882–1969), irischer Politiker
- Tommy O’Connell (* 1930), US-amerikanischer Footballspieler

### W
- Will O’Connell, irischer Schauspieler
- William O’Connell (Schauspieler) (1929–2024), US-amerikanischer Schauspieler
- William Henry O’Connell (1859–1944), US-amerikanischer Geistlicher, Erzbischof von Boston und Kardinal